# Джордж, Ёсиво
Ёсиво Джордж (англ. Yosiwo Palikkun George; 24 июля 1941, Кусаие, Косрае — 13 августа 2022, Кусаие, Косрае) — вице-президент Федеративных Штатов Микронезии с 11 мая 2015 по 13 августа 2022 года. В 2019 году был переизбран на второй срок.
Бывший губернатор Кусаие (1983—1991), бывший посол в США, бывший посол в Израиле, бывший посол ООН.
Джордж был женат на Антилизе Джордж, от которой у него было семеро детей.
Умер от осложнений COVID-19 в августе 2022 года в возрасте 81 года.